# Cycle combiné

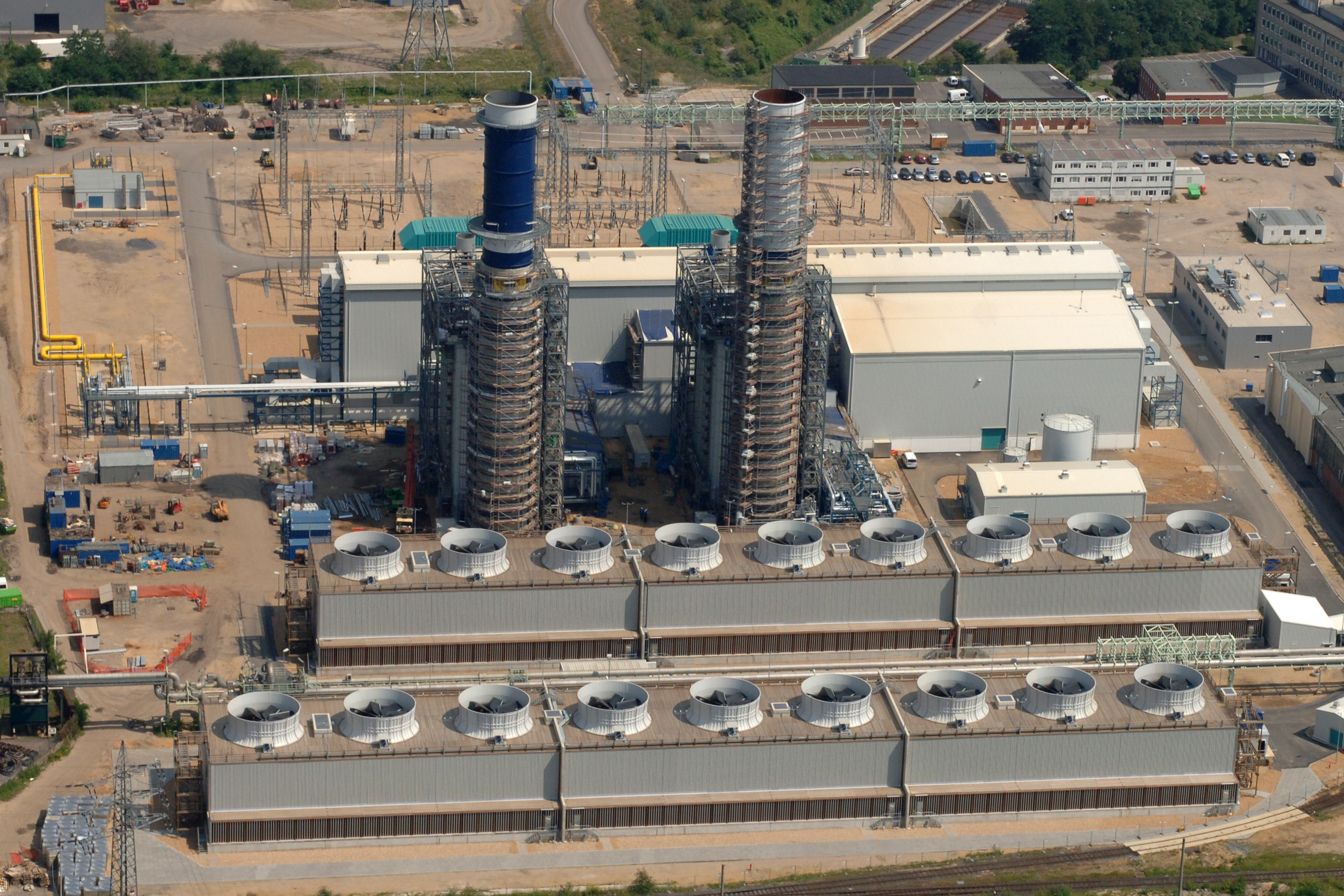
Centrale gaz à cycle combiné (CCGT) au Parc industriel chimique (Chemiepark Knapsack) de Hürth (Allemagne)

Un cycle combiné (CC), expression déclinée en CCPP (de l'anglais combined cycle power plant) ou CCGT (de l'anglais combined cycle gas turbine), est un mode combiné de production d'énergie ou, par métonymie, une centrale électrique utilisant plus d'un cycle thermodynamique.

## Principes

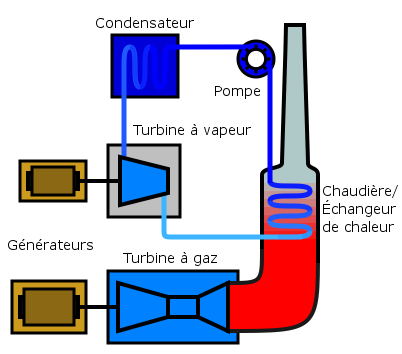
Principe de fonctionnement d'un cycle combiné multi-arbres.

Une turbine à combustion transforme une partie de l’énergie fournie par le combustible en énergie mécanique pouvant ensuite être convertie en électricité au moyen d'un générateur électrique.
Cette fraction (généralement moins de 50 %) dépend du cycle thermodynamique choisi ainsi que des températures supérieure et inférieure atteintes par le cycle. Pour un couple donné de températures, le rendement de Carnot théorique donne la limite supérieure de l’efficacité énergétique d'un cycle. En combinant deux cycles en cascade, tels que le cycle de Brayton et le cycle de Rankine, on peut augmenter l'efficacité énergétique du système. Les centrales à cycle combiné les plus récentes, avec turbine à combustion fonctionnant au gaz, atteignent ainsi des rendements sur pouvoir calorifique inférieur (PCI) de plus de 60 % (62 % à la centrale thermique de Bouchain en mars 2016, 63 % à la centrale japonaise de Chubu Electric Power’s Nishi-Nagoya Thermal Power Station Unit 7-1 en mars 2018 et plus de 64 % à la centrale américaine de Dania Beach Clean Energy Center en Floride pour l'opérateur Florida Power & Light en juin 2022), contre 35 % pour les centrales thermiques au gaz classiques brûlant le gaz dans une chaudière.
Le gaz naturel et le fioul (léger) peuvent être utilisés directement. Les centrales de type cycle combiné à gazéification intégrée (CCGI) recourent à la gazéification d'autres combustibles comme le charbon. Florida Power & Light prévoit d'utiliser, sur une unité pilote, de l'hydrogène vert en mélange avec le gaz naturel, ce qui, en plus des très bons rendements de ces machines, permettra de diminuer davantage les émissions de dioxyde de carbone.

## Le gaz comme source primaire d'énergie
Une centrale à gaz à cycle combiné, abrégée CCGT (de l'anglais combined cycle gas turbine) ou TGV (turbine gaz-vapeur), est une centrale thermique qui associe deux types de turbines, la turbine à combustion et la turbine à vapeur. Chacune de ces turbines entraîne une génératrice qui produit de l'électricité (configuration « multi-arbres », en anglais « multi-shaft ») ou les deux types de turbines sont couplées à la même génératrice (en anglais « single-shaft »).
Les centrales à cycle combiné sont conçues pour un fonctionnement en semi-base (entre 2 000 et 6 000 h/an) et constituent généralement un moyen d'ajustement du parc de production, concourant ainsi au bon fonctionnement du réseau électrique.
Dans une centrale à cycle combiné, la turbine à combustion est actionnée par les gaz issus de la combustion à haute température (jusqu'à 1 500 °C). En sortie, les fumées produites par la combustion sont encore suffisamment chaudes (entre 400 et 650 °C environ) pour générer de la vapeur d'eau dans une chaudière au moyen d'échangeurs de chaleur. La vapeur sous pression ainsi produite entraîne une turbine à vapeur. Il est enfin nécessaire de disposer d'une source froide (eau de rivière, eau de mer, aéroréfrigérant) pour évacuer la chaleur nécessairement produite par le cycle de vapeur. La chaleur restante peut aussi être récupérée pour faire de la cogénération. Différentes configurations de centrale sont conçues :
- une turbine à combustion, une turbine à vapeur et un alternateur sur la même ligne d'arbre (configuration à « arbre unique ») ;
- une turbine à combustion avec son alternateur et une turbine à vapeur avec son alternateur (configuration « multi-arbres ») ;
- deux turbines à combustion avec chacune son alternateur et une turbine à vapeur avec son alternateur (configuration « multi-arbres ») ; les trois alternateurs peuvent alors être identiques.

De façon approximative, la turbine à vapeur a une puissance égale à 50 % de celle de la turbine à combustion à laquelle elle est associée.
La configuration « multi-arbres » a l'avantage de permettre le démarrage et la montée en puissance rapides des turbines à combustion, la turbine à vapeur ayant généralement des temps de démarrage et de montée en puissance plus grands. La configuration à arbre unique diminue le nombre de machines, donc l'encombrement, mais démarre plus lentement.
La technologie des cycles combinés date de la fin des années 1970. En France, le premier exemple a été construit en 1980 dans une papeterie. Grâce à une turbine à combustion de 25 MW et à une turbine à vapeur (à contre-pression) de 9 MW, l'installation fournissait la totalité de l'électricité et de la vapeur de procédé nécessaire au fonctionnement de la papeterie.
L'évolution favorable du prix du combustible gazeux ou liquide par rapport au prix du charbon et la mise sur le marché de turbines à combustion de beaucoup plus forte puissance a provoqué, dans les années 1990 un fort engouement mondial (France exceptée) pour cette technologie.
Les dernières évolutions (2011) chez les grands constructeurs mondiaux sont conçues pour améliorer le rendement à charge partielle des turbines à combustion ainsi que les prises et diminutions de charge rapides du cycle combiné. Cela permet de garder ces centrales en service à charge partielle à un coût raisonnable lorsque l'énergie du réseau vient de centrales solaires ou d'éoliennes, et ainsi de compenser très rapidement les variations de puissance en cas de disparition brutale du soleil (passage de nuages, ou éclipse partielle, voire totale) ou du vent, ou lors de fortes demandes ponctuelles du réseau. En effet, si une éclipse totale est rare, les usagers, lorsqu'elle se produit, allumeront brusquement la lumière.

## Cycles combinés gaz et environnement
Les CCGT permettent de réduire de 50 % les émissions de dioxyde de carbone (CO2), de diviser par trois les oxydes d'azote (NOx) et de supprimer les rejets d'oxydes de soufre (SO2) par rapport aux moyens de production thermique à flamme « classiques ». En outre, lorsque la combustion utilise du gaz naturel, pur ou en mélange avec de l'hydrogène vert, cela ne produit ni particules de poussières, ni odeurs ; malgré leur nom, la plupart des turbines à combustion (TAC), autrement appelées "turbines à gaz" (TG) peuvent brûler divers combustibles liquides, et c'est la teneur en soufre du combustible utilisé qui provoque la présence d'oxydes de soufre à l'échappement. L'utilisation du gaz naturel comme combustible dans les CCGT présente donc des avantages notables en matière de pollution atmosphérique.
Concernant le processus de refroidissement, la technologie du refroidissement du circuit par air de la partie turbine à vapeur, si elle est choisie, permet de limiter les consommations d’eau de manière significative par rapport aux centrales du même type utilisant le refroidissement par eau, et permet également d'éviter d'influer sur la température des cours d'eau ou des étendues d'eau concernés.

## Les centrales électriques à cycle combiné gaz en France
La part de la production électrique à partir de gaz dans le mix énergétique français restait très modeste (1 %), comparée à celle de ses voisins (40 % en Italie, 35 % au Royaume-Uni, en Espagne et en Autriche). Toutefois, les centrales électriques à cycle combiné gaz (CCG) furent clairement inscrits dans les objectifs français en matière de production d'énergie à la fin des années 2000 : l'arrêté du 15 décembre 2009 relatif à la programmation pluriannuelle des investissements en électricité prévoit ainsi de moderniser le parc de production d'électricité à partir d'énergies fossiles en vue d'en réduire les impacts environnementaux. Afin d'accompagner ce programme de modernisation, l'article 3 de cet arrêté prévoit notamment la réduction de moitié du parc de centrales à charbon, trop émetteur de CO2, et que « le parc centralisé de production d'électricité à partir de gaz naturel sera développé. »
La programmation pluriannuelle des investissements en électricité 2009 retient comme hypothèse la réalisation d'au moins dix CCGT à l'horizon 2012.
La fin des années 2000 et le début des années 2010, avec l'ouverture du marché de la production électrique et un différentiel important entre les prix du gaz et de l'électricité, voit de nombreux projets de centrales à cycle combiné se monter en France. Mais à partir de 2013, la baisse du prix de l'électricité associée à une hausse du prix du gaz et à une baisse du prix du charbon (rendant le fonctionnement des centrales à charbon plus économiquement intéressantes) ont entraîné le gel de plusieurs de ces projets et la mise sous cocon de quelques centrales déjà construites.

### Les centrales à cycle combiné en 2018
Le premier exemplaire de forte puissance de CCGT construit en France a été la centrale de DK6 active depuis mars 2005 à Dunkerque, avec une capacité de 790 MWe (deux tranches de 395 MWe) gérée par Engie. Elle brûle du gaz naturel et des gaz sidérurgiques provenant de l'usine Sollac proche.
Deux centrales sont exploitées sous la marque CELEST. Elles ont été construites par Siemens pour Poweo,. La première à Pont-sur-Sambre (Nord), de 412 mégawatts, mise en service en 2009, et l'autre à Toul (Meurthe-et-Moselle), de 413 mégawatts, mise en service début 2013. Ces deux centrales sont opérées par Siemens. Un temps possédées par l'autrichien Verbund (qui avait racheté Poweo et était encore propriétaire de ses moyens de production après la revente de l'activité distribution à Direct Energie), elles ont été rachetées fin 2014 par le fonds d'investissement américain KKR, puis par Total en 2018.
GDF-SUEZ (aujourd'hui Engie) a fait construire CyCoFos 424 MWe, mise en service début 2010 à Fos-sur-Mer dans les Bouches-du-Rhône. La centrale CombiGolfe, d'Electrabel (société belge, propriété de GDF-SUEZ), a ajouté une capacité de 432 MWe également à Fos-sur-Mer et a mis en service, en avril 2011, la centrale de Montoir-de-Bretagne (Loire-Atlantique) qui ajoute 435 MWe de capacité.
La SNET (propriété du groupe allemand E.ON) a fait construire deux unités de CCG sur son site de la centrale thermique Émile Huchet, alors uniquement au charbon, à Saint-Avold (Moselle) totalisant 860 MWe (2 × 430 MWe). Elle prévoyait également la construction de plusieurs groupes de cycles combinés gaz à l’horizon 2010-2015 sur les sites de ses trois autres centrales à charbon historiques (Hornaing, Lucy et Provence), ainsi que sur le site de Lacq (Pyrénées-Atlantiques) ; mais ces projets semblent abandonnés, notamment ceux d'Hornaing (site fermé en 2013) et de la centrale de Lucy dont le site, qui héberge une centrale au charbon, a fermé courant 2014.
L'énergéticien suisse Alpiq, à travers sa société 3CB (« Centrale à cycle combiné de Bayet »), exploite une centrale de 408 MWe à Bayet (Allier), près de Saint-Pourçain-sur-Sioule, depuis juin 2011. Cette centrale a été rachetée en octobre 2015 par Total Direct Énergie pour seulement 45 M€.
Alpiq a développé à Monchy-au-Bois (Pas-de-Calais) un second projet, qui disposait de toutes les autorisations administratives requises mais a été mis en sommeil pour raisons économiques.
Deux unités à cycles combinés ont été installées par EDF à Martigues (Bouches-du-Rhône), une à Blénod-lès-Pont-à-Mousson (Meurthe-et-Moselle) et une à Bouchain (Nord) : la centrale thermique de Martigues exploite deux cycles combinés de 465 MW chacun équipés d'une post-combustion, qui réutilisent les turbines à vapeur des anciennes unités chauffées au fioul ; la centrale thermique de Blénod-lès-Pont-à-Mousson exploite un CCGT de 430 MW qui a été inauguré en février 2012 ; la centrale thermique de Bouchain exploite un CCGT de 575 MW mis en service au printemps 2016. Cette dernière remplace la centrale au charbon située sur le même site ; en 2025, EDF indique 605 MW pour la puissance du cycle combiné.
Direct Energie portait un projet sur la commune de Verberie (Oise), bloqué en 2013 à la suite d'un rejet du projet lors de l'enquête publique. La société a mené un autre projet pour un CCGT à Hambach (Moselle), retardé par un refus en 2012 du permis de construire par le tribunal administratif de Strasbourg et au point mort en 2012. En coopération avec Siemens, Total Direct Énergie mène un projet de centrale de 446 MWe à Landivisiau dans le Finistère. Les premiers travaux sont intervenus en février 2015, pour une mise en service commerciale prévue au second semestre 2021 et réalisée en février 2022[réf. nécessaire]. Le fonctionnement de cette centrale d'un coût de 450 millions d'euros sera soutenu financièrement dans le cadre du Pacte électrique breton, visant à sécuriser l'approvisionnement électrique de la Bretagne.

## Rendement de la filière gaz
Le rendement global de la filière gaz pour la production électrique apparaîtrait plus faible si l'on tenait compte du transport, de la liquéfaction/gazéification et des stations de compression sur les gazoducs. L'approvisionnement des CCGT en gaz est délicat car la demande des clients de ces centrales varie fortement selon l'heure de la journée, et est plus forte, également quand les autres consommateurs en demandent le plus. Le volume modulé appelé par ces centrales électriques à gaz représenterait - selon une étude prospective publiée en mars 2010 - déjà 50 % du volume modulé des consommations des autres consommateurs desservis en France par le réseau GRT Gaz, et ce chiffre devrait doubler (s'élever à 100 % en 2012), puis quadrupler (200 % en 2020) si la tendance se confirmait, ce qui dépasserait largement les capacités actuelles de stockage de gaz et leur souplesse intra-journalière (dès 2011 peut être selon l'étude pour les mois de novembre-octobre). Une généralisation de la méthanisation des déchets urbains et de boues d'épuration offrirait une source de gaz supplémentaire, mais insuffisante, d'autant que ce gaz fait aussi l'objet d'une demande pour les véhicules. Une autre limite pourrait être les besoins de limiter les pertes en ligne des grands réseaux électriques centralisés et les émissions anthropiques de gaz à effet de serre, certains estimant toutefois qu'il sera moins difficile et plus « rentable » de décarboner les émissions de ces grosses centrales que celles de sources plus diffuses.
Une « concertation gaz » est menée sous l'égide de la Commission de régulation de l'énergie afin d'adapter le fonctionnement du réseau de transport de gaz français (modulations horaires, etc.) aux exigences de fonctionnement des CCGT. Le fonctionnement en semi base exige en effet de disposer d'une flexibilité infra-journalière en matière de consommation de gaz.